# Kitana

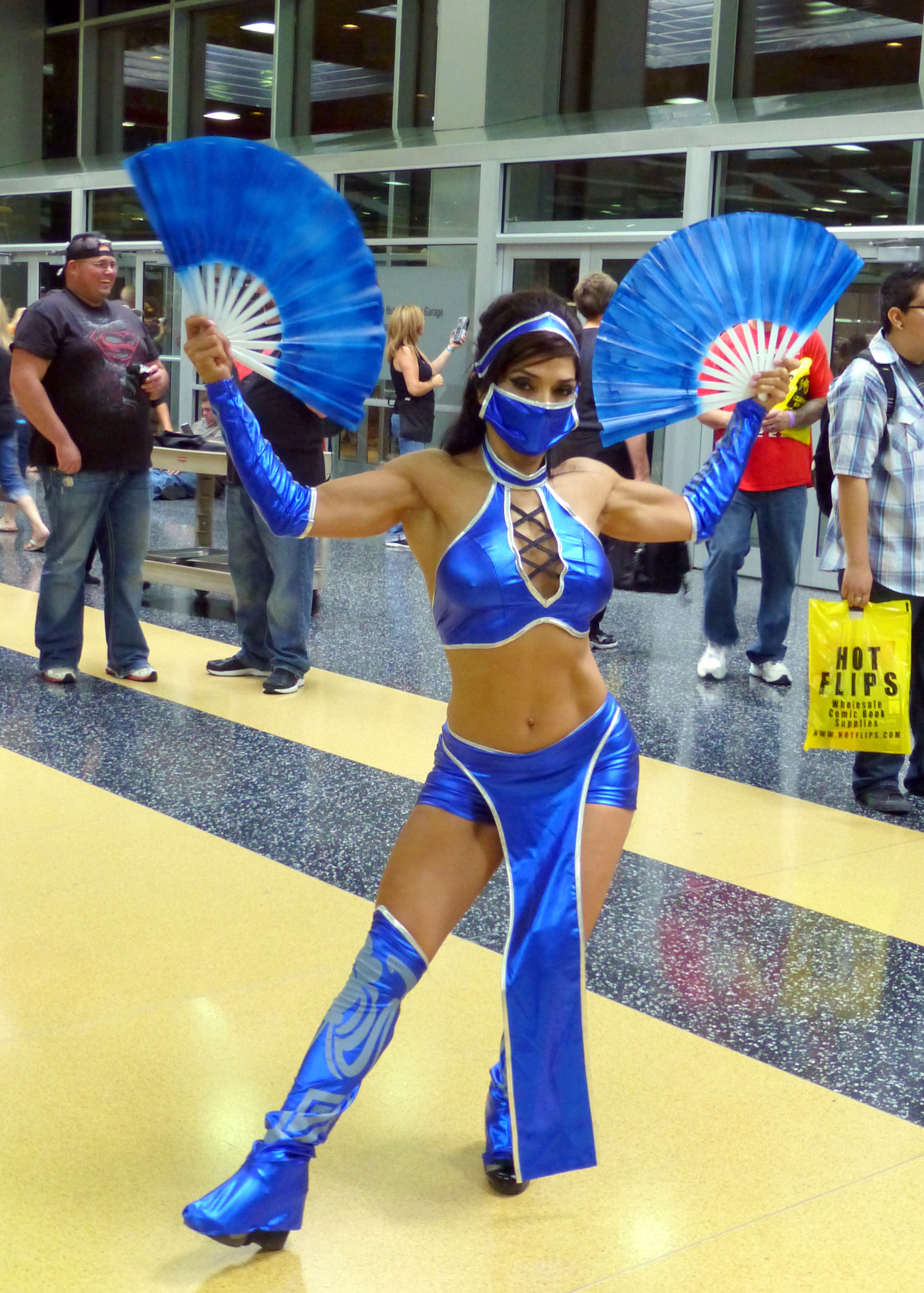
Kitana

Kitana – postać fikcyjna z serii gier wideo Mortal Kombat.
Kitana jest księżniczką Zaświatów (Outworld) i sojuszniczką ziemskich wojowników, zakochaną z wzajemnością w Liu Kangu, której rywalką jest jej bliźniaczka Mileena, zaś najlepszą przyjaciółką jest Jade. Wraz z Mileeną, Kitana jest jedną z ikonicznych postaci serii.

## Postać
Według fabuły Kitana ma ponad 10 000 lat, choć wygląda tylko na około 30. Jest piękną kobietą o długich czarnych włosach (początkowo rozpuszczonych, później spiętych, często w kok) i brązowych oczach, nosi niebieski strój, często bez maski. Bronią Kitany są dwa ostre stalowe wachlarze, a najczęstszym Fatality jest jej Pocałunek Śmierci (Kiss of Death), po którym pokonany przeciwnik nadyma się i eksploduje.
Przez lata spostrzegana jako ważna osobistość, początkowo lojalna pasierbica Shao Kahna, która z biegiem czasu stała się jego wrogiem. Prowadzona poprzez szukanie sprawiedliwości, zbawienia i znalezienia pokoju, Kitana jest silną kombinacją dyscypliny, inteligencji, miłości oraz wytrwałości.

## Biografia w grach
Przez większość swojego życia Kitana przekonana była, że jest przybraną córką okrutnego imperatora Outworld, Shao Kahna, służąc wiernie swojemu ojcu jako jego osobista zabójczyni. Kitana walczyła i przegrała z Liu Kangiem i Kung Lao; zauroczony w niej Liu Kang oszczędził ją i Kitana odkryła prawdę o swojej przeszłości: jej prawdziwa rodzina (prawowici władcy podbitej krainy Edenia) została zabita przez Shao Kahna, natomiast jej domniemana siostra Mileena to jej własny groteskowy klon stworzony przez Shang Tsunga, aby ją pilnować (wydarzenia opisane w grze Mortal Kombat: Shaolin Monks i komiksie "Kitana & Mileena"). Kitana poprzysięga obalić Shao Kahna.
Jej podejrzane zachowanie zwróciło uwagę Mileeny, która odkryła zdradę Kitany; doszło do walki, w której Kitana zabiła swoją "siostrę" (gra Mortal Kombat II). Kitana została oskarżona o zdradę i morderstwo Mileeny, jednak udało się jej uciec i wraz z Jade dołączyć do ziemskich wojowników. W grze Ultimate Mortal Kombat 3 Kitana uwalniała swoją matkę, zmartwychwstała królową Sindel, spod kontroli przez Shao Kahna, pomagając Liu Kangowi zwyciężyć imperatora, ratując Ziemię i wyzwalając Edenie. Podczas inwazji sił Shinnoka ze świata Netherrealm na Edenie w grze Mortal Kombat 4 Kitana zostaje schwytana, jednak udaje się jej uciec (występuje jako postać grywalna w edycji Mortal Kombat Gold). Po zwycięstwie nad Shinnokiem (i Mileeną) przekonała Liu Kanga, aby zasiadł wraz z nią na tronie Edenii.
Wkrótce jednak, podobnie zresztą jak i Shao Kahn, Liu Kang został zabity przez przymierze Quan Chi i Shang Tsunga w grze Mortal Kombat: Deadly Alliance. Kitana walczyła z Quan Chi, jednak pomimo treningu przez Bo' Rai Cho została ona pokonana pojedynku i także straciła życie. Do życia przywrócił ją Onaga, który, kontrolując ją mocą swoich czarów, użył jej do schwytania Sindel (gra Mortal Kombat: Deception). Spod władzy Onagi uwolnił Kitane duch Liu Kanga wraz z Ermaciem. Kitana walczy po stronie sił Edenii (teraz przewodzonych przez Mileene) ponownie w grze Mortal Kombat: Armageddon.
Kitana wystąpiła także w crossoverowej grze Mortal Kombat vs. DC Universe (jej odpowiednikiem z uniwersum DC Comics jest tam Wonder Woman).

## W innych mediach
Poza grami, Kitana wystąpiła w filmach Mortal Kombat i Mortal Kombat 2: Unicestwienie (grana przez Talise Soto), a także w serialu telewizyjnym Mortal Kombat: Porwanie (grana przez Dara Tomanovich i Audie England), w serialu animowanym Mortal Kombat: Defenders of the Realm (głos podkładała Cree Summer), w przedstawieniu Mortal Kombat: Live Tour (grana przez Jennifer DeCosta i Lexi Alexander), oraz w komiksach z serii Mortal Kombat.

## Odbiór
W 2009 r. dziennik Fakt umieścił ją na liście 21 "seksownych pań w grach komputerowych". W 2010 r. serwis GRRR.pl umieścił wspólnie Kitane i Mileena na liście "8 najgroźniejszych i seksownych kobiet z gier".